# 김응현
김응현(金膺顯, 1927년~2007년 2월 1일)은 대한민국의 서예가이다. 호는 여초(如初)이다.

## 학력
- 휘문고등학교 졸업
- 고려대학교 영문과 졸업.

## 생애
10여세 때 안진경체(顔眞卿體)로 글씨공부를 시작, 육조서(六朝書)를 전공했다. 1954년부터 국전에 출품, 동 추천작가를 역임했고, 국회도서관의 창설멤버이기도 하다. 1965년 12월 첫 개인전을 가졌고, 중형 김충현과 더불어 동방연서회(東方硏書會)를 창설, 1971년 이후 동 회장으로 있으며 건국대학교에서 서예를 강의했다. 원래 육조서를 썼으나 근래에는 강유위(康有爲＝靑末人)와 같은 전형(典型)과 파격(破格)의 경지를 발고 있다. 작품으로 <견귤현(見橘顯)> <전적벽부(前赤壁賦)> 등이 있다.